# Blue Demon
Blue Demon è un film del 2004 diretto da Daniel Grodnik.

## Trama
Il governo concede ad alcuni scienziati di effettuare esperimenti su un gruppo di squali bianchi, utilizzando sistemi informatici molto avanzati e intervenendo a livello genetico. Lo scopo di questo esperimento è creare esseri capaci di eseguire gli ordini impartiti da un computer e di difendere i mari. Durante una presentazione del progetto, gli squali scappano a causa dell'imbroglio di un membro della squadra.